# Pingdingshan

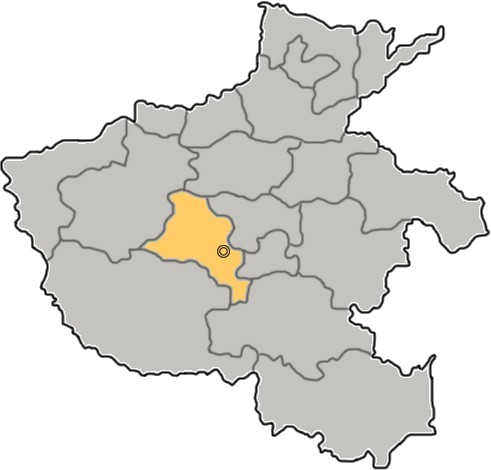
Lage Pingdingshans in Henan

Pingdingshan (chinesisch 平頂山市 / 平顶山市, Pinyin Píngdǐngshān Shì) ist eine bezirksfreie Stadt mit 4.987.137 Einwohnern (Stand: Zensus 2020), davon 3,66 Millionen Bauern (Stand: Ende 2003). In dem eigentlichen städtischen Siedlungsgebiet von Pingdingshan leben 996.000 Menschen (Stand: Ende 2018). Sie liegt in der chinesischen Provinz Henan. Sie ist die zweitwichtigste Kohlenstadt der Volksrepublik China. Pingdingshan liegt in einer Höhe von knapp 200 m und hat eine Gesamtfläche von 7.882 km². Der Name der Stadt bedeutet „Berg mit dem flachen Gipfel“ und stammt von einem Berg, dessen Gipfel tatsächlich ein flaches Plateau bildet. Auf den Berg führt eine Treppe mit symbolischen, Glück verheißenden 666 Stufen.

## Administrative Gliederung
Administrativ setzt sich die Stadt aus vier Stadtbezirken, zwei kreisfreien Städten und vier Kreisen zusammen. Diese sind (Stand: Ende 2018):
- Stadtbezirk Xinhua (新华区), 157 km², 409.800 Einwohner;
- Stadtbezirk Weidong (卫东区), 103 km², 321.700 Einwohner;
- Stadtbezirk Zhanhe (湛河区), 124 km², 303.400 Einwohner;
- Stadtbezirk Shilong (石龙区), 35 km², 51.500 Einwohner;
- Stadt Wugang (舞钢市), 629 km², 321.800 Einwohner;
- Stadt Ruzhou (汝州市), 1.573 km², 968.400 Einwohner;
- Kreis Baofeng (宝丰县), 706 km², 500.400 Einwohner;
- Kreis Ye (叶县), 1.387 km², 784.700 Einwohner, Hauptort: Großgemeinde Kunyang (昆阳镇);
- Kreis Lushan (鲁山县), 2.407 km², 787.600 Einwohner, Hauptort: Straßenviertel Luyang (鲁阳街道);
- Kreis Jia (郏县), 727 km², 578.400 Einwohner.

## Verschiedenes
Die Stadt ist Sitz wichtiger Kohlewerke. Weitere bedeutende Industrieanlagen gehören zu einem Reifen-Werk. In der Nähe der Stadt befindet sich ein großer Stausee, der neben der Energiegewinnung zur Fischzucht benutzt wird. Pingdingshan besitzt Fachhochschulen zur Lehrerausbildung und für den Städtebau.
Die Verkehrsanbindung ist der Industriebetriebe genügend. Es gibt eine Autobahnanbindung und eine Personenzugverbindung. Buslinien fahren in alle wichtigen Städte der Provinz. Es gibt nur einen kleinen Hauptbahnhof, der für eine Großstadt nicht genügend ist.